# Sømand (film)
|  | Denne artikel er oprettet af botten Steenthbot ud fra en ekstern database. Den kan derfor have sproglige fejl eller mangler. Denne skabelon kan fjernes efter kontrol af indholdet. |

Sømand er en dansk kortfilm fra 2014 instrueret af Gabriel Tzafka.

## Handling
Sømanden Jørgen vender for en enkelt aften hjem til Danmark, og forsøger at opspore sin gamle kærlighed, som han måtte tage afsked med for mange år siden. Som natten skrider frem, må Jørgen dog indse, at meget har forandret sig, og undervejs gør han sig chokerende opdagelser om sig selv og om den kvinde, han elskede.

## Medvirkende
- Anders Mossling, Jørgen
- Nukâka Coster-Waldau, Sara
- Claus Flygare, Flemming
- Nikolaj Dencker Schmidt, Unge Jørgen
- Sara Pais, Unge Sara